# National Battlefield

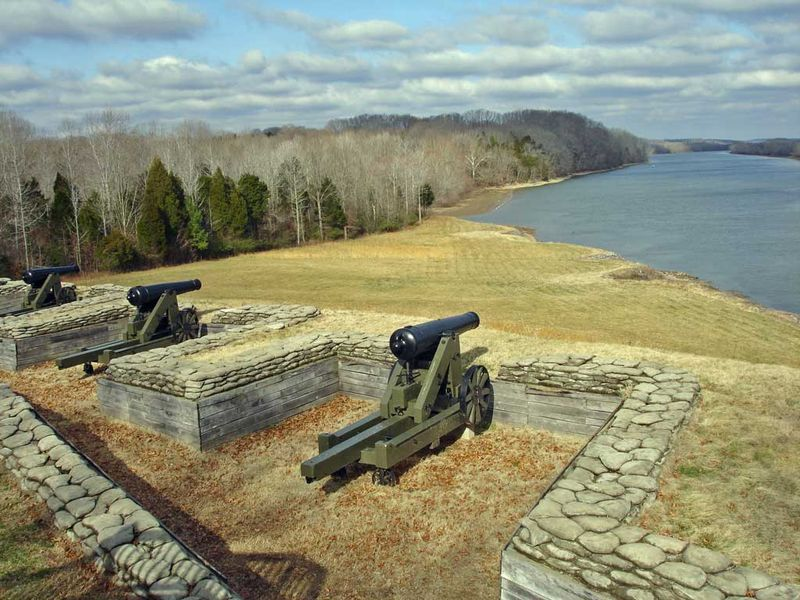
Fort Donelson National Battlefield

Als National Battlefield (Nationales Schlachtfeld), National Battlefield Park, National Battlefield Site oder National Military Park werden in den Vereinigten Staaten von Amerika Gebiete bezeichnet, die aufgrund ihrer Bedeutung für die (Militär-)Geschichte der USA unter bundesrechtlichem Schutz stehen und vom National Park Service verwaltet werden.
Insgesamt gibt es heute (2008) 11 National Battlefields, 9 National Military Parks, 3 National Battlefield Parks und ein National Battlefield Site. Das erste derart ausgewiesene Gebiet war der 1890 vom Kongress unter Schutz gestellte Chickamauga and Chattanooga National Military Park. Ursprünglich wurden die Stätten vom War Department unterhalten, am 10. August 1933 wurde diese Aufgabe jedoch an den National Park Service übertragen. In einigen der Gebiete gibt es Soldatenfriedhöfe, die zum Teil zugleich als Nationalfriedhöfe (United States National Cemetery) unter Schutz stehen. Einige der auf bedeutenden amerikanischen Schlachtfeldern eingerichteten Gedenkstätten wurden andererseits als National Monuments unter Schutz gestellt (beispielsweise das Little Bighorn Battlefield National Monument), einige Schlachtfelder auch als National Historic Sites geschützt (wie die Palo Alto Battlefield National Historic Site).
Die ausgewiesenen Gebiete werden automatisch im National Register of Historic Places gelistet.

## National Battlefields
| Name                                                                   | Bundesstaat    |
| ---------------------------------------------------------------------- | -------------- |
| Antietam National Battlefield mit Antietam National Cemetery           | Maryland       |
| Big Hole National Battlefield                                          | Montana        |
| Cowpens National Battlefield                                           | South Carolina |
| Fort Donelson National Battlefield mit Fort Donelson National Cemetery | Tennessee      |
| Fort Necessity National Battlefield                                    | Pennsylvania   |
| Monocacy National Battlefield                                          | Maryland       |
| Moores Creek National Battlefield                                      | North Carolina |
| Petersburg National Battlefield mit Poplar Grove National Cemetery     | Virginia       |
| Stones River National Battlefield mit Stones River National Cemetery   | Tennessee      |
| Tupelo National Battlefield                                            | Mississippi    |
| Wilson’s Creek National Battlefield                                    | Missouri       |

## National Battlefield Site
| Name                                         | Bundesstaat |
| -------------------------------------------- | ----------- |
| Brices Cross Roads National Battlefield Site | Mississippi |

## National Battlefield Parks
| Name                                        | Bundesstaat |
| ------------------------------------------- | ----------- |
| Kennesaw Mountain National Battlefield Park | Georgia     |
| Manassas National Battlefield Park          | Virginia    |
| Richmond National Battlefield Park          | Virginia    |
| River Raisin National Battlefield Park      | Michigan    |

## National Military Parks
| Name                                                                                        | Bundesstaat        |
| ------------------------------------------------------------------------------------------- | ------------------ |
| Chickamauga and Chattanooga National Military Park                                          | Georgia, Tennessee |
| Fredericksburg and Spotsylvania National Military Park mit Fredericksburg National Cemetery | Virginia           |
| Gettysburg National Military Park mit Gettysburg National Cemetery                          | Pennsylvania       |
| Guilford Courthouse National Military Park                                                  | North Carolina     |
| Horseshoe Bend National Military Park                                                       | Alabama            |
| Kings Mountain National Military Park                                                       | South Carolina     |
| Pea Ridge National Military Park                                                            | Arkansas           |
| Shiloh National Military Park mit Shiloh National Cemetery                                  | Tennessee          |
| Vicksburg National Military Park mit Vicksburg National Cemetery                            | Mississippi        |